# Міхай Маєр
Міхай Маєр (угор. Mihály Mayer; 27 грудня 1933 — 4 вересня 2000) — угорський ватерполіст.
Олімпійський чемпіон 1956, 1964 років.
Бронзовий призер Олімпійських ігор 1960, 1968 років.